# Shinya Hoshido
Shinya Hoshido (寶示戸 進哉 Hoshido Shinya?, nacido el 4 de octubre de 1978 en Saitama) es un exfutbolista japonés. Jugaba de delantero y su último club fue el Ventforet Kofu de Japón.

## Trayectoria

### Clubes
| Club           | País  | Año         |
| -------------- | ----- | ----------- |
| Júbilo Iwata   | Japón | 1997 - 1998 |
| Ventforet Kofu | Japón | 2001 - 2002 |

## Palmarés

### Títulos nacionales
| Título         | Club         | País  | Año  |
| -------------- | ------------ | ----- | ---- |
| J1 League      | Júbilo Iwata | Japón | 1997 |
| Copa J. League | Júbilo Iwata | Japón | 1998 |